# 卢沙茨
卢沙茨（法語：Louchats，法語發音：[luʃats]）是法国吉伦特省的一个市镇，属于朗贡区。

## 地理
卢沙茨（44°30'45"N, 0°34'2"W）面积39.24 平方千米，位于法国新阿基坦大区吉倫特省，该省份为法国西南部沿海省份，是法國本土面积最大的省，北起滨海夏朗德省，西临大西洋，南至朗德省，东南接洛特-加龍省，东临多爾多涅省。
与卢沙茨接壤的市镇（或旧市镇、城区）包括：卡巴纳克和维拉格兰、吉洛、奥斯唐斯、奥里涅、圣马涅、圣桑福里安、勒蒂藏。

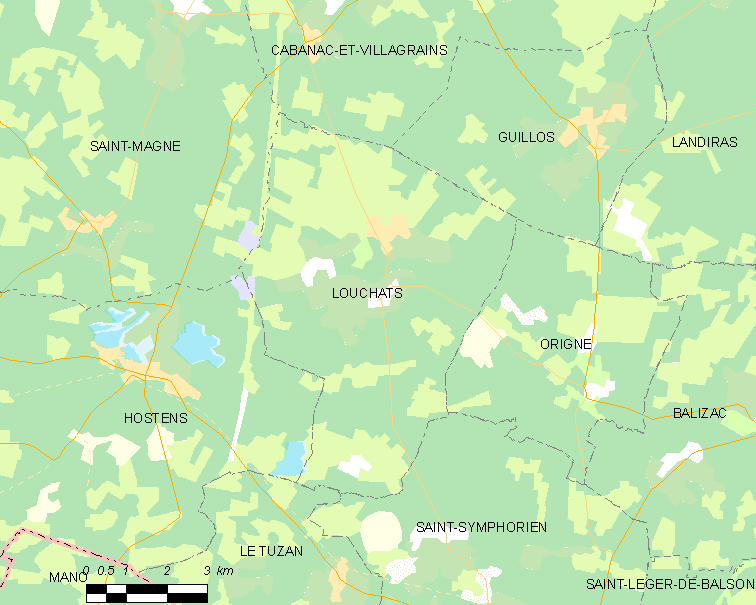
卢沙茨的OSM定位图

卢沙茨的时区为UTC+01:00、UTC+02:00（夏令时）。

## 行政
卢沙茨的邮政编码为33125，INSEE市镇编码为33251。

## 政治
卢沙茨所属的省级选区为砂砾荒原县。

## 人口

1962-2008年间卢沙茨人口变化图示

卢沙茨于2022年1月1日时的人口数量为697人。